# 赵国宝
赵国宝（13世纪—1267年），元朝将领。又名黑梓。蒙古汪古部人，按竺迩的儿子。
赵国宝少年时击剑学书，有谋略。按竺迩为元帅，年老军务都委任给他。曾随从攻南宋重庆，击败宋将张实，攻打合州。1260年，攻打据吐蕃点西岭的阿蓝答儿，擒杀其将火都。遣使招降吐蕃首领陁孟迦，他建议在文州筑城，于是忽必烈任命他为蒙古汉军元帅，兼文州吐蕃万户府达鲁花赤，扶州诸羌首领都来归附。其弟赵国安，其子赵世荣、赵世延。1314年，追赠平章政事，追封梁国公，谥忠定。

## 延伸阅读
[在维基数据编辑]
 《新元史/卷149》，出自柯劭忞《新元史》